# Subprefectura de Sapopemba
La subprefectura de Sapopemba es una de las 32 subprefecturas de la ciudad de São Paulo, siendo regida por la Ley Nº 13,999 del 1 de agosto del 2002.
Está conformada por un único distrito: Sapopemba formado por 51 barrios que representan un área de 13.5 kilómetros cuadrados y una población de 284,524 habitantes.
Esta subprefectura fue creada durante la administración del entonces alcalde Fernando Haddad en 2013 a partir de la desmembración de áreas bajo la administración de la subprefectura de Vila Prudente, convirtiéndose así en la más joven de las 32 subprefecturas de la ciudad.

## Instalación de la Subprefectura
El establecimiento de la Subprefectura de Sapopemba está ubicado en la avenida del mismo nombre, en Jardim Grimaldi, en un inmueble de alrededor de 1.600 metros cuadrados y de dos plantas. Siguiendo el plan objetivo 2013-2016 del ex alcalde Fernando Haddad, el centro de atención de la alcaldía regional, comandado por la actual Jefa del Centro de Atención al Cliente Lucía Helena de Faria, atiende al mayor número posible de personas por día, siendo esta una cifra de unas 500 gente.

## Distritos limítrofes
- Vila Formosa y Aricanduva (norte)
- Sao Mateus (este)
- Municipio de Santo André (sur)
- Sao Lucas (oeste)